# 鄭敏雅
鄭敏雅（韓語：정민아，1994年3月3日—），韓國女演員。

## 簡歷
鄭敏雅於2002年以兒童演員身份出道，其後以出演《茶母》（2003年）、《流行70》（2005年）、《狗和狼的時間》（2007年）及《太陽的女子》（2008年）等電視劇的童年版主角獲得認知度。其後，她沒有繼續接續出演電視劇，在2013年後淡出幕前五年，專注於學習戲劇和大學生活。
自大學畢業後，鄭敏雅於2018年恢復在幕前亮相，在《就算死也喜歡》（2018年）中飾演初入社會的新鮮人，以成功詮釋角色不適應社會生涯的演技受到了好評。而她在同年的《陽光先生》及《火星生活》中，亦以穩定的演技吸引了觀眾的關注。

## 演出作品

### 電視劇
- 2002年：MBC《孟家的全盛時代（朝鲜语：맹가네 전성시대）》飾演 朴荷娜
- 2003年：MBC《1%的可能性》飾演 姜宥真
- 2003年：MBC《茶母》飾演 張彩玉（童年）
- 2005年：KBS《魔法戰士米爾加翁（朝鲜语：마법전사 미르가온）》飾演 李莎娜
- 2005年：SBS《流行70》飾演 高俊熙（童年）
- 2005年：SBS《那個女人（朝鲜语：그 여자 (2005년 드라마)）》飾演 鄭多仁
- 2007年：MBC《狗和狼的時間》飾演 徐智優（童年）
- 2008年：KBS《太陽的女子》飾演 尹四月（童年）
- 2010年：MBC《Road No. 1》飾演 女高中生
- 2012年：MBC《神的晚餐》飾演 高俊英（少年）
- 2013年：SBS《聽見你的聲音》飾演 徐度妍（少年）
- 2018年：OCN《火星生活》飾演 茶館職員
- 2018年：tvN《陽光先生》飾演 延珠
- 2018年：KBS《就算死也喜歡》飾演 李貞花
- 2019年：SBS《醫生耀漢》飾演 姜美萊
- 2020年：KBS《不管誰說什麼》飾演 申雅莉
- 2022年﹕MBC《醫法刑事》飾演 曹多倫

### 電影
- 2002年：《奪命密碼（英语：Yesterday (2002 film)）》飾演 盧熙秀（童年）
- 2006年：《青春漫畫（英语：Almost Love）》飾演 陳達萊（童年）
- 2006年：《人狗奇緣（英语：Heart Is...）》飾演 See Deng

## 外部連結
- 鄭敏雅的Instagram帳戶